# Рудолф Йозеф фон Колоредо-Мансфелд
Рудолф Йозеф фон Колоредо-Мансфелд (на немски: Rudolf Joseph Fürst von Colloredo-Mannsfeld) е княз на Колоредо-Мансфелд (1807 – 1843), политик и първият главен дворцов майстер (1835 – 1843), рицар на Ордена на Златното руно.

## Биография
Роден е на 16 април 1772 година във Виена, Хабсбургска монархия. Той е син на княз Франц де Паула Гундакар фон Колоредо-Мансфелд (1731 – 1807), дипломат, последният имперски вицеканцлер, и първата му съпруга графиня Мария Изабела фон Мансфелд-Фондерорт (1750 – 1794), дъщеря на граф Хайнрих Паул Франц II фон Мансфелд-Фордерорт, княз на Фонди (1712 – 1780) и втората му съпруга графиня Мария Йозефа Кцернин (1722 – 1772). Внук е на княз Рудолф Йозеф фон Колоредо (1706 – 1788), граф на Валдзе, и графиня Мария Франциска Габриела фон Щархемберг (1707 – 1793). Дядо му е издигнат на имперски княз на Колоредо във Виена на 29 декември 1763 г. Племенник е на Хиронимус фон Колоредо (1732 – 1812), княжески архиепископ на Залцбург (1772 – 1803) и първият патрон на Волфганг Амадеус Моцарт.
Баща му Франц е издигнат на княз на Колоредо-Мансфелд на 26 февруари 1789 г. във Виена и се жени втори път на 8 октомври 1797 г. за графиня Мария Йозефа фон Шратенбах (1750 – 1806).
През 1830 г. Рудолф Йозеф фон Колоредо-Мансфелд става рицар на австрийския Орден на Златното руно.
Умира на 28 декември 1843 г. във Виена на 71-годишна възраст, бездетен. Погребан е в Опочно, Чехия. Наследен е от племенника му Франц де Паула Гундакар II (1802 – 1852), австрийски фелдмаршал-лейтенант, син на брат му австрийския генерал Хиронимус (1775 – 1822) и Вилхелмина фон Валдщайн-Вартенберг (1775 – 1849).

## Фамилия
Рудолф Йозеф фон Колоредо-Мансфелд се жени на 6 юни 1792/или 28 май 1794 г. в Залцбург за Мария Филипина Каролина фон Йотинген-Балдерн-Катценщайн (* 18 май 1776, Дагщул; † 18 март 1842), дъщеря на граф Йозеф Антон фон Йотинген-Балдерн-Катценщайн (1720 – 1778) и графиня Мария Антония Моника фон Валдбург-Цайл-Вурцах (1753 – 1814). Те нямат деца.